# Kochenbach
Kochenbach ist ein Ortsteil der Stadt Königswinter im nordrhein-westfälischen Rhein-Sieg-Kreis. Er gehört zum Stadtteil Eudenbach und zur Gemarkung des Oberhaus, am 30. September 2022 zählte er 44 Einwohner.

## Geographie
Der Weiler Kochenbach liegt am Rande des Niederwesterwalds im Nordwesten der Asbacher Hochfläche auf einem nach Nordwesten zum gleichnamigen Kochenbach, einem Zufluss des Quirrenbachs, abfallenden Gelände. Die Ortschaft zieht sich entlang der Kreisstraße 26 (Brüngsberg–Eudenbach) und umfasst Höhenlagen zwischen 190 m ü. NHN und 210 m ü. NHN. Zu den nächstgelegenen Ortschaften gehören Quirrenbach im Norden, Rostingen und Faulenbitze im Nordosten, Wülscheid im Südosten und Brüngsberg im Westen (Stadt Bad Honnef).

## Geschichte
Kochenbach geht auf einen Hof zurück, der urkundlich 1398 als Kocherbach in Erscheinung trat. Er war mindestens bis zum 15. Jahrhundert eine Besitzung der Burggrafen von Drachenfels.
Kochenbach gehörte zur Honschaft Oberhau, einer von zuletzt fünf Honschaften, aus denen sich das Kirchspiel Oberpleis im Amt Blankenberg bis zur Auflösung des Herzogtums Berg im Jahre 1806 zusammensetzte. Anschließend war Kochenbach Teil der Kataster- bzw. Steuergemeinde Oberhau im Verwaltungsbezirk der Bürgermeisterei Oberpleis und wurde 1845/46 mit dem Oberhau in die neu gebildete Gemeinde Oberpleis eingegliedert. Bei Volkszählungen in der ersten Hälfte des 19. Jahrhunderts war Kochenbach noch als Hof verzeichnet, 1843 umfasste es zwei und 1885 bereits drei Wohngebäude.
Die einzige Hofanlage des Ortes wird heute als Reitsportschule (Pensions- und Ausbildungsstall) mit Schwerpunkt Vielseitigkeitsreiten genutzt.
Einwohnerentwicklung
| Jahr | Einwohner |
| ---- | --------- |
| 1816 | 13        |
| 1828 | 15        |
| 1843 | 11        |
| 1885 | 20        |
| 1905 | 16        |
| 1950 | 24        |
| 1981 | 52        |